# Cheiracanthium mordax
Cheiracanthium mordax är en spindelart som beskrevs av Ludwig Carl Christian Koch 1866. Cheiracanthium mordax ingår i släktet Cheiracanthium och familjen sporrspindlar. Inga underarter finns listade i Catalogue of Life.